# 1946–1947-es magyar férfi kosárlabda-bajnokság
Az 1946–1947-es magyar férfi kosárlabda-bajnokság a tizenötödik magyar kosárlabda-bajnokság volt. Ebben a szezonban írták ki az első nemzeti bajnokságot (NB), melyben budapesti és vidéki csapatok több osztályban játszhattak. Tizenhat csapat indult el, a csapatok két kört játszottak. Azonos pontszám esetén az érmes helyezéseknél helyosztó meccset játszottak, egyébként holtverseny volt.
A címvédő Budai Kinizsi TE csapatát átvette a Postás SE.

## Tabella
| #      | Csapat                   | M  | Gy | V  | K+   | K-   | P  |
| ------ | ------------------------ | -- | -- | -- | ---- | ---- | -- |
| 1.     | Postás SE                | 30 | 27 | 3  | 1539 | 900  | 54 |
| 2.     | MAFC                     | 30 | 27 | 3  | 1394 | 761  | 54 |
| 3.     | BSE                      | 30 | 23 | 7  | 1266 | 825  | 46 |
| 4.     | Előre SE                 | 30 | 23 | 7  | 1016 | 772  | 46 |
| 5.     | Kistext SE               | 29 | 20 | 9  | 1058 | 894  | 40 |
| 6.     | Szegedi Postás           | 30 | 19 | 11 | 1217 | 1074 | 38 |
| 7.     | Közalkalmazottak SE      | 30 | 18 | 12 | 1128 | 925  | 36 |
| 8.     | Goldberger SE            | 30 | 16 | 14 | 1088 | 1008 | 32 |
| 9.     | Testnevelési Főiskola SE | 30 | 15 | 15 | 989  | 919  | 30 |
| 10.    | Vívó és Atlétikai Club   | 30 | 12 | 18 | 957  | 1194 | 24 |
| 11-12. | Pécsi VSK                | 29 | 10 | 19 | 795  | 1046 | 20 |
| 11-12. | MÁVAG Acélhang SE        | 30 | 10 | 20 | 823  | 1146 | 20 |
| 13-14. | Szolnoki MÁV             | 30 | 6  | 24 | 774  | 1178 | 12 |
| 13-14. | Szegedi Tisza VSE        | 30 | 6  | 24 | 810  | 1219 | 12 |
| 15.    | Shell SC                 | 30 | 5  | 25 | 610  | 1107 | 10 |
| 16.    | Ferencvárosi TC          | 30 | 4  | 26 | 768  | 1266 | 8  |

* M: Mérkőzés Gy: Győzelem V: Vereség K+: Dobott kosár K-: Kapott kosár P: Pont

## Helyosztó mérkőzés
1. helyért: Postás SE-MAFC 42:20
3. helyért: BSE-Előre SE 43:42 (3-szori hosszabbítás után)

## NB II.
1. KAOE Barátság SE 62, 2. Alba Regia AK és Goldberger SE és Pécsi EAC 52, 5. BEAC 50, 6. TFSE 46, 7. Regnum Marianum SE 42, 8. Előre SE 38, 9. Diósgyőri VTK 36, 10. Kinizsi FSE 34, 11. MAFC 32, 12. BTC és VAC 28, 14. BSE és Salgótarjáni SE 20, 16. MTK 14 pont. Debreceni VSC és VI. ker. MADISZ TE visszalépett.